# نبرد اوئه‌داهارا
نبرد اوئه‌داهارا (به ژاپنی: 上田原の戦い)، در سال ۱۵۴۸ به وقوع پیوست و اولین شکستی بود که تاکدا شینگن متحمل شد. این نبرد اولین نبرد میدانی در ژاپن بود که در آن از سلاح گرم استفاده شد. این رویداد در ولایت شینانو یا امروزه استان ناگانو برگزار شد.

## نبرد
نبرد اوئه‌داهارا بخشی از تلاش شینگن برای کنترل ولایت شینانو بود. پدر شینگن به قلمرو حمله کرده بود و این خاندان از قبل کنترل بخش عمده ای از منطقه جنوبی خود را در اطراف دریاچه سووا در دست داشت. لشکرکشی شینگن با تسخیر قلعه شیکا آغاز شد که موراکامی یوشیکیو را به دلیل نزدیکی به قلمرو خود نگران کرد. موراکامی یوشیکیو ارتشی را برای کمک به قلعه شیکا فرستاد، اما توسط نیروهای شینگن که در اوئه‌داهارا کمین کرده بودند به این ارتش حمله شد. یوشیکیو در مارس ۱۵۴۸ شروع به بسیج نیروهای خود کرد تا شیگا را تسخیر کند و شینگن را از شینانو بیرون کند.
تاکدا شینگن با نیروهای خود که قلعه شیکا را تصرف کرده بودند ملاقات کرد و ۷۰۰۰ مرد را به سمت شمال هدایت کرد تا با یوشیکیو در نبرد مواجه شوند. پیشتازی نیروهای شینگن توسط ایتاگاکی نوبوکاتا رهبری می‌شد. هنگامی که آنها به صورت رو در رو به پیشاهنگ موراکامی حمله کردند، ایتاگاکی نوبوکاتا کشته شد.
موراکامی از ۵۰ «آشیگارو» (سرباز پیاده) مسلح به «توپ دستی» ژاپنی تفنگ شمخال استفاده کرد که قرار بود به عنوان پشتیبانی برای کمانداران باشد. ارتش همچنین برای مقابله با سواره نظام دشمن از تفنگ‌های چینی لوله کوتاه استفاده کرد، از سوی دیگر دست، به استراتژی سنتی نبرد پایبند بود و در ابتدا از «تانه‌گاشیما (تفنگ شمخال)» استفاده نکرد. حدود ۷۰۰ تن از مردان تاکدا، از جمله ایتاگاکی، و دو ژنرال دیگر، آماری تورایاسو و هاچیکانو دنئمون. حتی بازوی چپش خود شینگن با نیزه زخمی شد.
در نبرد اوئه‌داهاراا در سال ۱۵۴۸ (تنبون ۱۷)، شینگن اولین شکست بزرگ خود را متحمل شد. در این زمان شینگن در نبردهای پیاپی پیروز می‌شد و گفته می‌شود دلیل شکست او این بود که او هنوز جوان و در اواخر دهه ۲۰ زندگی اش بود و به دلیل موفقیت‌های پیاپی مغرور شده بود. در این نبرد، او بسیاری از ملازمان خود را از دست داد، از جمله ملازمان ارشدی مانند آماری تورایاسو و ایتاگاکی نوبوکاتا که دو نفر چهار پادشاه آسمانی تاکدای اولیه بودند.